# Mały Staw
Mały Staw (letterlijk: Kleine vijver) is de kleinste van twee  meren in een keteldal aan de Poolse kant van het Reuzengebergte in de woiwodschap Neder-Silezië. Met een oppervlakte van 2,83 hectare en een diepte van 7,3 meter, is het daarmee het tweede grootste meer van glaciale oorsprong in het Reuzengebergte.

## ligging
Mały Staw is gelegen op de oostelijke helling van de Sudeten op een hoogte van 1183 m, ongeveer 1 km ten zuidoosten van Wielki Staw (Grote Vijver).  Beide meren zijn in de buurt van de Pools-Tsjechische grens, ongeveer 6 km ten noordoosten van Špindlerův Mlýn (Tsjechië) en 6 km westzuidwesten van Karpacz (Polen).

## Flora en fauna
Het meer wordt gevuld met water van de Łomnica deze beek stroomt door het meer en dient tevens als afvoer. Het water in Mały Staw is helder, schoon en een favoriete plek voor beekforellen en bruine padden.  Mały Staw is gemiddeld de helft van het jaar bedekt met ijs en de temperatuur van het water is in de warmere maanden niet hoger dan 14°C. Het meer en het gebied eromheen liggen in het Nationaal park Karkonosze en is toegankelijk voor toeristen. 